# Liste de mots en Toki Pona
Ceci est une liste de mots en Toki Pona, une langue construite artistique et philosophique. Ces mots communs sont toujours écrits en minuscules ; les majuscules sont utilisées uniquement pour les noms propres, comme les noms des personnes,.
Quelques mots en Toki Pona sont des particules grammaticales nécessaires pour indiquer la structure de la phrase. Le reste sont des mots de contenu ayant des significations lexicales larges. Les mots de contenu ne se classent pas dans des parties du discours bien définies ; plutôt, ils peuvent être utilisés généralement comme noms, verbes, modificateurs ou interjections selon le contexte ou leur position dans une phrase. Par exemple, "ona li moku" peut signifier "ils ont mangé" ou "c'est de la nourriture",.
Dans "Toki Pona: La Langue du Bien", la créatrice de la langue Sonja Lang présente environ 120 mots (appelés nimi pu), tandis que le Dictionnaire Toki Pona ultérieur liste 137 mots "essentiels" et un certain nombre de mots moins utilisés (appelés nimi ku lili). Bien qu'il y ait de nombreux autres mots dans la langue, ils sont pour la plupart archaïques ou autrement utilisés par très peu de locuteurs.
| Mot en Toki Pona | Signification en anglais                                                             | Signification en francais                                                                   | sitelen pona                    | sitelen sitelen |  |
| a                | interjection                                                                         | interjection                                                                                | a in sitelen pona               |                 |  |
| akesi            | lizard or reptile                                                                    | lézard ou reptile                                                                           | akesi in sitelen pona           |                 |  |
| ala              | no, not, zero                                                                        | non, pas, zéro                                                                              | ala in sitelen pona             |                 |  |
| alasa            | hunt                                                                                 | chasser                                                                                     | alasa in sitelen pona           |                 |  |
| ale              | all, 100                                                                             | tous, 100                                                                                   | ale in sitelen pona             |                 |  |
| ali              | all, 100                                                                             | tous, 100                                                                                   | ale in sitelen pona             |                 |  |
| anpa             | down, lowly                                                                          | bas, humble                                                                                 | anpa in sitelen pona            |                 |  |
| ante             | different, other                                                                     | différent, autre                                                                            | ante in sitelen pona            |                 |  |
| anu              | or                                                                                   | ou                                                                                          | anu in sitelen pona             |                 |  |
| apeja            | (uncommon) shame, guilt                                                              | (peu commun) honte, culpabilité                                                             | apeja in sitelen pona           |                 |  |
| awen             | enduring, wait, continue                                                             | endurer, attendre, continuer                                                                | awen in sitelen pona            |                 |  |
| e                | direct object marker                                                                 | marqueur d'objet direct                                                                     | e in sitelen pona               |                 |  |
| en               | and (only used between multiple subjects)                                            | et (utilisé seulement entre plusieurs sujets)                                               | en in sitelen pona              |                 |  |
| epiku            | (humorous) epic                                                                      | (humoristique) épique                                                                       | epiku in sitelen pona           |                 |  |
| esun             | market, trade                                                                        | marché, commerce                                                                            | esun in sitelen pona            |                 |  |
| ijo              | thing, object, matter                                                                | chose, objet, affaire                                                                       | ijo in sitelen pona             |                 |  |
| ike              | bad, superfluous                                                                     | mauvais, superflu                                                                           | ike in sitelen pona             |                 |  |
| iki              | (archaic, obscure) he, she, it, they[citation nécessaire]                            | (archaïque, obscur) il, elle, cela, ils, elles                                              |                                 |                 |  |
| ilo              | tool, device                                                                         | outil, dispositif                                                                           | ilo in sitelen pona             |                 |  |
| insa             | inside, stomach                                                                      | intérieur, estomac                                                                          | insa in sitelen pona            |                 |  |
| jaki             | dirty, disgusting                                                                    | sale, dégoûtant                                                                             | jaki in sitelen pona            |                 |  |
| jan              | person, human                                                                        | personne, humain                                                                            | jan in sitelen pona             |                 |  |
| jasima           | (uncommon) reflection, mirror                                                        | (peu commun) réflexion, miroir                                                              | jasima in sitelen pona          |                 |  |
| jelo             | yellow, light green                                                                  | jaune, vert clair                                                                           | jelo in sitelen pona            |                 |  |
| jo               | have, hold                                                                           | avoir, tenir                                                                                | jo in sitelen pona              |                 |  |
| kala             | fish, sea creature                                                                   | poisson, créature marine                                                                    | kala in sitelen pona            |                 |  |
| kalama           | sound, noise, recite                                                                 | son, bruit, réciter                                                                         | kalama in sitelen pona          |                 |  |
| kama             | come, become                                                                         | venir, devenir                                                                              | kama in sitelen pona            |                 |  |
| kan              | (archaic, obscure) with, together                                                    | (archaïque, obscur) avec, ensemble                                                          |                                 |                 |  |
| kapa             | (archaic, obscure) bump, hill[citation nécessaire]                                   | (archaïque, obscur) bosse, colline                                                          |                                 |                 |  |
| kapesi           | (rare) brown, grey                                                                   | (rare) brun, gris                                                                           |                                 |                 |  |
| kasi             | plant                                                                                | plante                                                                                      | kasi in sitelen pona            |                 |  |
| ken              | can, possible                                                                        | pouvoir, possible                                                                           | ken in sitelen pona             |                 |  |
| kepeken          | using                                                                                | en utilisant                                                                                | kepeken in sitelen pona         |                 |  |
| kijetesantakalu  | raccoon                                                                              | raton laveur                                                                                | kijetesantakalu in sitelen pona |                 |  |
| kili             | fruit, vegetable                                                                     | fruit, légume                                                                               | kili in sitelen pona            |                 |  |
| kin              | also, too                                                                            | aussi, également                                                                            | kin in sitelen pona             |                 |  |
| kipisi           | cut, divide, part                                                                    | couper, diviser, partie                                                                     | kipisi in sitelen pona          |                 |  |
| kiwen            | hard, solid, stone                                                                   | dur, solide, pierre                                                                         | kiwen in sitelen pona           |                 |  |
| ko               | paste, powder                                                                        | pâte, poudre                                                                                | ko in sitelen pona              |                 |  |
| kokosila         | (uncommon, humorous) speak another language when Toki Pona would be more appropriate | (peu commun, humoristique) parler une autre langue quand le Toki Pona serait plus approprié | kokosila in sitelen pona        |                 |  |
| kon              | air, spirit                                                                          | air, esprit                                                                                 | kon in sitelen pona             |                 |  |
| ku               | relating to Toki Pona Dictionary                                                     | relatif au Dictionnaire Toki Pona                                                           | ku in sitelen pona              |                 |  |
| kule             | color, painted                                                                       | couleur, peint                                                                              | kule in sitelen pona            |                 |  |
| kulupu           | group, community                                                                     | groupe, communauté                                                                          | kulupu in sitelen pona          |                 |  |
| kute             | ear, hear, listen, obey                                                              | oreille, entendre, écouter, obéir                                                           | kute in sitelen pona            |                 |  |
| la               | (context phrase marker)                                                              | marqueur de phrase de contexte                                                              | la in sitelen pona              |                 |  |
| lanpan           | grab, seize, steal                                                                   | saisir, prendre, voler                                                                      | lanpan in sitelen pona          |                 |  |
| lape             | sleep, rest                                                                          | dormir, se reposer                                                                          | lape in sitelen pona            |                 |  |
| laso             | blue, green                                                                          | bleu, vert                                                                                  | laso in sitelen pona            |                 |  |
| lawa             | head, mind, control, lead                                                            | tête, esprit, contrôler, mener                                                              | lawa in sitelen pona            |                 |  |
| leko             | block, square                                                                        | bloc, carré                                                                                 | leko in sitelen pona            |                 |  |
| len              | cloth, clothing, cover, privacy                                                      | tissu, vêtement, couverture, intimité                                                       | len in sitelen pona             |                 |  |
| lete             | cold, cool, raw                                                                      | froid, frais, cru                                                                           | lete in sitelen pona            |                 |  |
| li               | (predicate marker)                                                                   | marqueur de prédicat                                                                        | li in sitelen pona              |                 |  |
| lili             | small, little, young                                                                 | petit, jeune                                                                                | lili in sitelen pona            |                 |  |
| linja            | line, string, hair                                                                   | ligne, ficelle, cheveu                                                                      | linja in sitelen pona           |                 |  |
| lipu             | flat object, paper, document                                                         | objet plat, papier, document                                                                | lipu in sitelen pona            |                 |  |
| loje             | red                                                                                  | rouge                                                                                       | loje in sitelen pona            |                 |  |
| lon              | at, in, on, real, true, exist                                                        | à, dans, sur, réel, vrai, exister                                                           | lon in sitelen pona             |                 |  |
| luka             | hand, arm, five                                                                      | main, bras, cinq                                                                            | luka in sitelen pona            |                 |  |
| lukin            | eye, see, look at, try                                                               | œil, voir, regarder, essayer                                                                | lukin in sitelen pona           |                 |  |
| lupa             | hole, door, orifice, window                                                          | trou, porte, orifice, fenêtre                                                               | lupa in sitelen pona            |                 |  |
| ma               | land, earth, country                                                                 | terre, pays                                                                                 | ma in sitelen pona              |                 |  |
| mama             | parent, ancestor, creator, caretaker                                                 | parent, ancêtre, créateur, gardien                                                          | mama in sitelen pona            |                 |  |
| mani             | money, wealth, cattle                                                                | argent, richesse, bétail                                                                    | mani in sitelen pona            |                 |  |
| meli             | woman, female, feminine, wife                                                        | femme, féminin, épouse                                                                      | meli in sitelen pona            |                 |  |
| meso             | average, medium                                                                      | moyen, médium                                                                               | meso in sitelen pona            |                 |  |
| mi               | I, me, we, us                                                                        | je, moi, nous                                                                               | mi in sitelen pona              |                 |  |
| mije             | man, male, masculine, husband                                                        | homme, masculin, mari                                                                       | mije in sitelen pona            |                 |  |
| misikeke         | medicine, cure                                                                       | médicament, guérison                                                                        | misikeke in sitelen pona        |                 |  |
| moku             | eat, consume, food                                                                   | manger, consommer, nourriture                                                               | moku in sitelen pona            |                 |  |
| moli             | dead, die, death, kill                                                               | mort, mourir, décès, tuer                                                                   | moli in sitelen pona            |                 |  |
| monsi            | back, rear                                                                           | arrière, dos                                                                                | monsi in sitelen pona           |                 |  |
| monsuta          | monster, fear, danger, scary                                                         | monstre, peur, danger, effrayant                                                            | monsuta in sitelen pona         |                 |  |
| mu               | animal onomotopeia (moo, meow, etc.)                                                 | onomatopée animale (meuh, miaou, etc.)                                                      | mu in sitelen pona              |                 |  |
| mun              | moon, night sky object                                                               | lune, objet du ciel nocturne                                                                | mu in sitelen pona              |                 |  |
| musi             | fun, playing, game, recreation, art, entertainment                                   | amusement, jeu, récréation, art, divertissement                                             | musi in sitelen pona            |                 |  |
| mute             | many, very, much, several, a lot, abundant, numerous, more                           | beaucoup, très, plusieurs, abondant, nombreux, plus                                         | mute in sitelen pona            |                 |  |
| n                | um, hmm                                                                              | euh, hmm                                                                                    | n in sitelen pona               |                 |  |
| namako           | extra, additional, spice, season, embellish                                          | supplémentaire, additionnel, épice, saison, embellir                                        | namako in sitelen pona          |                 |  |
| namako           | extra, additional, spice, season, embellish                                          | supplémentaire, additionnel, épice, saison, embellir                                        | namako in sitelen pona          |                 |  |
| nanpa            | number, ordinal indicator                                                            | nombre, indicateur ordinal                                                                  | nanpa in sitelen pona           |                 |  |
| nasa             | strange, silly, drunk, (nonstandard, proscribed) foolish, crazy                      | étrange, idiot, ivre, (non standard, proscrit) fou, cinglé                                  | nasa in sitelen pona            |                 |  |
| nasin            | way, manner, custom, road, path, doctrine, system, method                            | manière, coutume, route, chemin, doctrine, système, méthode                                 | nasin in sitelen pona           |                 |  |
| nena             | bump, hill, mountain, button, nose                                                   | bosse, colline, montagne, bouton, nez                                                       | nena in sitelen pona            |                 |  |
| ni               | this, that                                                                           | ceci, cela                                                                                  | ni in sitelen pona              |                 |  |
| nimi             | word, name                                                                           | mot, nom                                                                                    | nimi in sitelen pona            |                 |  |
| noka             | leg, foot, organ of locomotion; base                                                 | jambe, pied, organe de locomotion ; base                                                    | noka in sitelen pona            |                 |  |
| o                | O! (vocative or imperative)                                                          | O ! (vocatif ou impératif)                                                                  | o in sitelen pona               |                 |  |
| oko              | eye                                                                                  | œil                                                                                         | oko in sitelen pona             |                 |  |
| olin             | love, respect                                                                        | amour, respect                                                                              | olin in sitelen pona            |                 |  |
| ona              | he, she, it, they                                                                    | il, elle, cela, ils, elles                                                                  | ona in sitelen pona             |                 |  |
| open             | open, begin                                                                          | ouvrir, commencer                                                                           | open in sitelen pona            |                 |  |
| pakala           | blunder, accident, mistake, destruction, damage, break                               | bévue, accident, erreur, destruction, dommage, casser                                       | pakala in sitelen pona          |                 |  |
| pali             | make, activity, work, deed, project                                                  | faire, activité, travail, acte, projet                                                      | pali in sitelen pona            |                 |  |
| palisa           | long hard object (e.g. rod, stick, branch)                                           | objet long et dur (par ex. tige, bâton, branche)                                            | palisa in sitelen pona          |                 |  |
| pan              | grain, cereal; bread, pasta                                                          | grain, céréale ; pain, pâtes                                                                | pan in sitelen pona             |                 |  |
| pana             | give, put, send, place, release, emit                                                | donner, mettre, envoyer, placer, libérer, émettre                                           | pana in sitelen pona            |                 |  |
| pasila           | (archaic, obscure) easy[citation nécessaire]                                         | (archaïque, obscur) facile                                                                  |                                 |                 |  |
| pata             | (archaic, obscure) sibling                                                           | (archaïque, obscur) frère/soeur                                                             |                                 |                 |  |
| pi               | (modifier phrase marker)                                                             | marqueur de phrase modificateur                                                             | pi in sitelen pona              |                 |  |
| pilin            | feelings, emotion, heart                                                             | sentiments, émotion, cœur                                                                   | pilin in sitelen pona           |                 |  |
| pimeja           | black, dark, shadow                                                                  | noir, sombre, ombre                                                                         | pimeja in sitelen pona          |                 |  |
| pini             | end, finish, stop, past                                                              | fin, terminer, arrêter, passé                                                               | pini in sitelen pona            |                 |  |
| pipi             | bug, insect                                                                          | insecte                                                                                     | pipi in sitelen pona            |                 |  |
| po               | (archaic, obscure) four                                                              | (archaïque, obscur) quatre                                                                  |                                 |                 |  |
| poka             | side, hip, next to, vicinity                                                         | côté, hanche, à côté, proximité                                                             | poka in sitelen pona            |                 |  |
| poki             | container, box, bowl                                                                 | conteneur, boîte, bol                                                                       | poki in sitelen pona            |                 |  |
| pona             | good, simple, useful                                                                 | bon, simple, utile                                                                          | pona in sitelen pona            |                 |  |
| powe             | (uncommon) false, fake, deceptive                                                    | (peu commun) faux, factice, trompeur                                                        |                                 |                 |  |
| pu               | relating to Toki Pona: The Language of Good                                          | relatif à Toki Pona : La Langue du Bien                                                     | pu in sitelen pona              |                 |  |
| sama             | same, similar, equal, like                                                           | même, similaire, égal, comme                                                                | sama in sitelen pona            |                 |  |
| seli             | fire, warmth, heat                                                                   | feu, chaleur                                                                                | seli in sitelen pona            |                 |  |
| selo             | outside, surface, skin, boundary                                                     | extérieur, surface, peau, limite                                                            | selo in sitelen pona            |                 |  |
| seme             | what, which                                                                          | quoi, lequel                                                                                | seme in sitelen pona            |                 |  |
| sewi             | high, up, above, sacred                                                              | haut, en haut, au-dessus, sacré                                                             | sewi in sitelen pona            |                 |  |
| sijelo           | body, physical state, torso                                                          | corps, état physique, torse                                                                 | sijelo in sitelen pona          |                 |  |
| sike             | circle, wheel, ball, year                                                            | cercle, roue, balle, année                                                                  | sike in sitelen pona            |                 |  |
| sin              | new, fresh, another                                                                  | nouveau, frais, un autre                                                                    | sin in sitelen pona             |                 |  |
| sina             | you                                                                                  | toi, vous                                                                                   | sina in sitelen pona            |                 |  |
| sinpin           | front, wall, chest, face                                                             | devant, mur, poitrine, visage                                                               | sinpin in sitelen pona          |                 |  |
| sitelen          | picture, image, write, draw                                                          | image, écrire, dessiner                                                                     | sitelen in sitelen pona         |                 |  |
| soko             | mushroom, fungus                                                                     | champignon, fungus                                                                          | soko in sitelen pona            |                 |  |
| sona             | know, information, wisdom                                                            | savoir, information, sagesse                                                                | sona in sitelen pona            |                 |  |
| soweli           | animal, (especially) land mammal                                                     | animal, (surtout) mammifère terrestre                                                       | soweli in sitelen pona          |                 |  |
| suli             | big, tall, long, important, adult                                                    | grand, haut, long, important, adulte                                                        | suli in sitelen pona            |                 |  |
| suno             | sun, light                                                                           | soleil, lumière                                                                             | suno in sitelen pona            |                 |  |
| supa             | horizontal supporting surface, platform, furniture, table, chair                     | surface de soutien horizontale, plateforme, meuble, table, chaise                           | supa in sitelen pona            |                 |  |
| suwi             | sweet, cute, sugar                                                                   | doux, mignon, sucre                                                                         | suwi in sitelen pona            |                 |  |
| tan              | from, because of, cause                                                              | de, à cause de, cause                                                                       | tan in sitelen pona             |                 |  |
| taso             | but, only                                                                            | mais, seulement                                                                             | taso in sitelen pona            |                 |  |
| tawa             | to, for, move, go                                                                    | à, pour, bouger, aller                                                                      | tawa in sitelen pona            |                 |  |
| telo             | water, liquid, wet, wash, beverage                                                   | eau, liquide, mouillé, laver, boisson                                                       | telo in sitelen pona            |                 |  |
| tenpo            | time, moment, period, situation                                                      | temps, moment, période, situation                                                           | tenpo in sitelen pona           |                 |  |
| toki             | say, speech, language                                                                | dire, discours, langue                                                                      | toki in sitelen pona            |                 |  |
| tomo             | house, building, room                                                                | maison, bâtiment, pièce                                                                     | tomo in sitelen pona            |                 |  |
| tonsi            | non-binary                                                                           | non-binaire                                                                                 | tonsi in sitelen pona           |                 |  |
| tu               | two, halve                                                                           | deux, diviser en deux                                                                       | tu in sitelen pona              |                 |  |
| tuli             | (archaic, obscure) three                                                             | (archaïque, obscur) trois                                                                   |                                 |                 |  |
| unpa             | sex, sexual                                                                          | sexe, sexuel                                                                                | unpa in sitelen pona            |                 |  |
| unu              | (rare) purple                                                                        | (rare) pourpre                                                                              |                                 |                 |  |
| uta              | mouth, lips, jaw, oral                                                               | bouche, lèvres, mâchoire, oral                                                              | uta in sitelen pona             |                 |  |
| utala            | conflict, battle, fight, compete                                                     | conflit, bataille, combattre, concourir                                                     | utala in sitelen pona           |                 |  |
| walo             | white, light-colored                                                                 | blanc, de couleur claire                                                                    | walo in sitelen pona            |                 |  |
| wan              | one, unique, unite                                                                   | un, unique, unir                                                                            | wan in sitelen pona             |                 |  |
| waso             | bird, winged animal                                                                  | oiseau, animal ailé                                                                         | waso in sitelen pona            |                 |  |
| wawa             | strong, power, energy                                                                | fort, puissance, énergie                                                                    | wawa in sitelen pona            |                 |  |
| weka             | away, absent, missing                                                                | loin, absent, manquant                                                                      | weka in sitelen pona            |                 |  |
| wile             | want, need, desire, must                                                             | vouloir, besoin, désir, devoir                                                              | wile in sitelen pona            |                 |  |